# مدرستا المطوفين والمزورين
مدرستا المطوفين والمزورين، هما مدرستان تختصان بتدريس الأمور المختصة بالطواف في الحرم المكي، وزيارة الحرم النبوي، وقد افتتحتا في عهد الملك عبدالعزيز.

## مدرسة المطوفين
تقع في مكة المكرمة، أنشئت عام 1347هـ ؛ عند ملاحظة جهل عدد من المطوفين بأمور الحج والعمرة ومتطلباتهما الشرعية، وبعد افتتاح المدرسة التحق جميع المطوفين بها ، وكان لا يسمح لأي مطوف بمزاولة مهنة الطوافة إلا بعد تخرجه من هذه المدرسة، وبلغت مدة الدراسة بالمدرسة سنة واحدة، وكان يدرس فيها المواد الشرعية اللازمة وهي:
- التوحيد.
- العبادات.
- مناسك الحج على المذاهب الأربعة.
- والأدعية في أمور الحج والعمرة وأنظمتها الإدارية.

ومن العلماء الذين درسوا في هذه المدرسة:
- الشيخ عبد الطاهر أبو السمح.
- الشيخ بهجت الطيار.
- الشيخ محمد حامد الفقي.
- الشيخ عبد الرزاق حمزة.
- الشيخ جمال مالكي.[1]

## مدرسة المزورين
افتتحت في المدينة المنورة – وكان مقرها المسجد النبوي- بعد نجاح تجربة مدرسة المطوفين بمكة المكرمة؛ بهدف إعداد وتخريج مزورين في المدينة المنورة ليقوموا بإرشاد الحجاج وتعليمهم الزيارة الشرعية لقبر الرسول – صلى الله عليه وسلم-  وقبور الصحابة –رضي الله عنهم- مع الحرص على تحذيرهم من البدع.
وكان يدرس فيها المواد الشرعية اللازمة وهي:
- التوحيد.
- العبادات.
- والأدعية في أمور الحج والعمرة وأنظمتها الإدارية.
- آداب الزيارة الشرعية.[2]

## وصلات خارجية
- الملك عبد العزيز ينظم عمل الطوافة ويؤسّس مدرسة للمطوفين